# Reckya Madougou
Reckya Madougou, (30 de abril de 1974) es una política de Benín. Ha sido ministra de Justicia, ministra de Microfinanzas, de Empleo juvenil y de las Mujeres y portavoz del gobierno (2008-2013) en el gobierno de Boni Yayi. En abril de 2016, se convirtió en asesora especial del presidente de Togo, Faure Gnassingbé, antes de regresar a Benín, donde intentó postularse para las elecciones presidenciales de abril de 2021. Su candidatura fue rechazada como la de otros 16 candidatos a opción de nuevas disposiciones constitucionales, y amenaza con oponerse a estas elecciones. Fue detenida el 3 de marzo de 2021 por los cargos de asociación delictiva y terrorismo, que la oposición y el juez inicialmente responsable del caso denunciaron como una medida política arbitraria.

## Trayectoria
Estudió en la Escuela de altos Estudios Internacionales de París (HEI) (2000) y tiene también un diploma de ingeniería comercial del Instituto Superior de Administración de Lille (1998). Además de esto, obtuvo un diploma de la Escuela Nacional de Economía Aplicada y Gestión de Benín. En 2018, obtuvo un diploma en Harvard Kennedy School en el programa " Impulsando el desempeño del gobierno ".
Empezó su carrera profesional participando en el desarrollo del proyecto Nasuba Telecom LC 2 International y con la Campaña Micro Edit en Estados Unidos. Ha ocupado cargos ejecutivos como Directora de Ventas y Marketing para dos grupos de empresas. Trabajó como emprendedora para su firma de estudios y asesoría estratégica.

### Activismo
Reckya Madougou fue conocida internacionalmente por haber iniciado la campaña en Benín ” No toques mi constitución ". Posteriormente surgieron campañas con el mismo nombre en Senegal, Burkina Faso y Camerún.

### Carrera política
En 2007 fue nombrada asesora de la Autoridad Reguladora de Correos y Telecomunicaciones. Al año siguiente, en el gobierno de Thomas Boni Yayi, asumió el ministerio de Microfinanzas, Empleo juvenil y las Mujeres, y más tarde fue nombrada ministra de Justicia, cargo que ocupó hasta 2008. También es consultora internacional sobre cuestiones de desarrollo y finanzas inclusivas apoyando a varios países africanos en el establecimiento de instrumentos especiales dedicados a la financiación de la agricultura, el empleo juvenil, el empoderamiento de la mujer y la inclusión financiera.
A lo largo de su trayectoria Reckya Madougou ha desarrollado varias iniciativas con objetivos económicos y sociales en apoyo a mujeres, jóvenes, empresarios y agricultores de diferentes países africanos.
A fines de 2017, se trasladó a Togo, donde fue asesora especial del presidente de Togo, Faure Gnassingbé, para el que implementó una estrategia de comunicación de crisis para enfrentar los desafíos de la oposición. En 2018, con varios intelectuales, lanzó el tanque Think & Do, Tank RM (Equipo de Reflexiones y Métodos) que tiene como objetivo la transformación estructural de África.
En Togo, trabajó para la Organización Internacional del Trabajo apoyando al gobierno en el proceso de conceptualización y creación del Fondo Nacional de Finanzas Inclusivas (FNFI). También lideró el proceso de formulación y formalización del Mecanismo de Incentivo al Financiamiento Agrícola basado en el riesgo compartido (MIFA) que permite minimizar los riesgos en el sector agropecuario para incrementar el financiamiento bancario. Lidera el proceso de transformación de MIFA en una sociedad anónima. En 2020 representó a la Presidencia de la República en el Directorio de MIFA SA. Participó en el trabajo del equipo de trabajo presidencial que elabora el Plan Nacional de Desarrollo (PND) 2018-2022. En el Congo, está desarrollando la estrategia para la creación del Fondo de Apoyo para la Promoción del Emprendimiento Juvenil (FAPEJ).
En 2020, fue nombrada por el Partido Demócrata creado por Thomas Boni Yayi candidata en las elecciones presidenciales de 2021. Sin embargo tras cambios en la Constitución se estableció la necesidad de tener el apoyo del 10 % de funcionarios electos para validar el expediente de candidatura, lo que teóricamente es imposible para los miembros de la oposición, que no tienen este cuórum tras las modificaciones del código electoral de 2019 . Por tanto, su candidatura no fue validada, al igual que la de los otros 16 de los 20 candidatos.

## Encarcelamiento
El 26 de febrero fue detenido uno de sus colaboradores. El 1 de marzo fueron detenidos dos miembros de su partido, acusados de conspiración criminal y terrorismo acusados de querer oponerse a las elecciones. El 3 de marzo fue detenida la propia Reckya Madougou con los mismos cargos. Según el fiscal, los motivos la detención son haber financiado, a través de un coronel retirado y su colaborador detenidos el 26 de febrero, el asesinato de dos figuras políticas de la ciudad de Parakou ”para provocar terror, caos y así lograr suspender el proceso electoral  ”. Desde entonces está encarcelada.
El 4 de abril, Essowé Batamoussi, juez del Tribunal de Represión de Delitos Económicos y Terrorismo, (Cour de répression des infractions économiques et du terrorisme (Criet) a cargo del caso, informó a los medios de comunicación que había dimitido de su cargo dado que no podía ejercer su función de forma independiente, huyendo del país por miedo a represalias. Según él, en el expediente de Madougou no había elementos que justificara la detención, realizada, como en varios casos anteriores, a causa de presiones de la Cancillería. Para Séverin Quenum, ministro de Justicia, las palabras del juez son una cuestión de manipulación política.
El 9 de julio de 2021, los abogados de Reckya Madougou presentaron ante la Fiscalía de la Corte de Represión de Delitos Económicos y Terrorismo, una solicitud de liberación provisional de su cliente.

## Premios y reconocimientos
En noviembre de 2016 , Forbes Africa le dedica un dossier titulado " La pasionaria de la economía inclusiva ". Aparece en el ranking de la revista panafricana Jeune Afrique, que la sitúa entre las cincuenta mujeres africanas más influyentes del mundo, y en el de las cien personalidades africanas más influyentes según la revista Afrique.
También ha recibido varias distinciones y reconocimientos nacionales e internacionales:
- " Premio Mujer de Coraje » Otorgado por el gobierno de EE. UU. En 2007 (Departamento de Estado)[24][25]
- Premio FIDA a la promoción del espíritu empresarial de los jóvenes (2011)[4]
- Comendador de la Orden Nacional de Benín (2012)
- Felicitaciones del PNUD en 2012 por los programas de microcrédito y los Centros de Promoción Empresarial
- Comendador de la Orden Nacional de Togo (2014)[26]
- Premio especial para la promoción de la inclusión financiera en África, Congo (2015)
- Nuevo Líder Honorario otorgado por la fundación suiza Crans Montana y nombrado copatrocinador de la clase 2017 de nuevos líderes del futuro con Jacqueline Jessie Jackson (2017)[27]
- Premio especial de liderazgo del año 2020 otorgado al Museo de Civilizaciones Negras de Dakar (MCN) durante la edición 2020 de los Premios Financial Afrik.[28]

## Publicaciones
- Soigner les certitudes, éditions Jean-Jacques Wuillaume, 2020,[29][30]
- Madougou, Reckya. (2008). Mon combat pour la parole : les défis d'une mobilisation citoyenne pour la promotion de la gouvernance démocratique. L'Harmattan. ISBN 978-2-296-07511-5. OCLC 310392946. Consultado el 14 de enero de 2021.,[31]